# Ляонинский университет
Ляонинский университет (кит. 辽宁大学) — университет, внесённый в список Проект 211 национальных университетов КНР, которым страна уделяет приоритетное внимание в XXI веке. Находится в провинции Ляонин: два кампуса университета — Чуншань и Пухэ — расположены в городе Шэньян, третий кампус — Ушэн — расположен в городе Ляоян.

## Общая информация
Ляонинский университет был основан в ноябре 1948 года Народным правительством Северо-Восточного Китая как специальное учебное заведение коммерции, которое стало первой основанной КПК высшей школой подобной специализации. В 1953 году высшее специальное учебное заведение коммерции Северо-Восточного Китая вошло в состав высшего специального учебного заведения финансов и экономики Северо-Восточного Китая. Часть факультетов последнего и Шэньянского педагогического института в 1958 году объединились с Шэньянским высшим специальным учебным заведением русского языка, образовав Ляонинский университет. Его название собственноручно написал Чжу Дэ. Не вошедшие в Ляонинский университет факультеты первых двух учреждений впоследствии образовали, соответственно, университеты DUFE и Шэньянский педагогический университет.
Университет занимает площадь 2190 му (1,46 км²), из которых учебные корпуса занимают 0,654 км². Университет состоит из 26 институтов. Библиотека университета занимает площадь 42 000 м², её фонды насчитывают 4,76 млн томов книг, более 300 книг относятся к редким и древним. Она является Депозитарной библиотекой ООН. При университете есть также исторический музей и музей природы.
В университете ведут обучение 1385 преподавателей. В их числе 302 профессора, 526 доцентов, 199 научных руководителей докторантов, 72 эксперта, получающих специальные дотации Госсовета КНР. Обучение ведётся по 72 специальностям бакалавриата, 27 основным специальностям магистратуры, а также 25 специализированным специальностям магистратуры, включая MBA, MPA, JM, MTCSOL, MFA и др. Различных лабораторий (центров) при университете насчитывается 39, а базовых пунктов практики и стажировки студентов — 208. По состоянию на июнь 2019 года в Ляонинском университете обучалось около 26 000 студентов, из которых 17 000 студентов бакалавриата и магистратуры, более 7300 аспирантов; более 1800 иностранных студентов.
С момента создания Ляонинского университета в нём прошли обучение 300 000 китайских студентов, 11 000 иностранных студентов долгосрочного обучения и 3700 иностранных студентов краткосрочного обучения, представлявших 128 стран мира. Совместно с Иркутским государственным университетом, Вильнюсским университетом и Дакарским университетом Ляонинский университет создал институты Конфуция в соответствующих городах. 

## Галерея

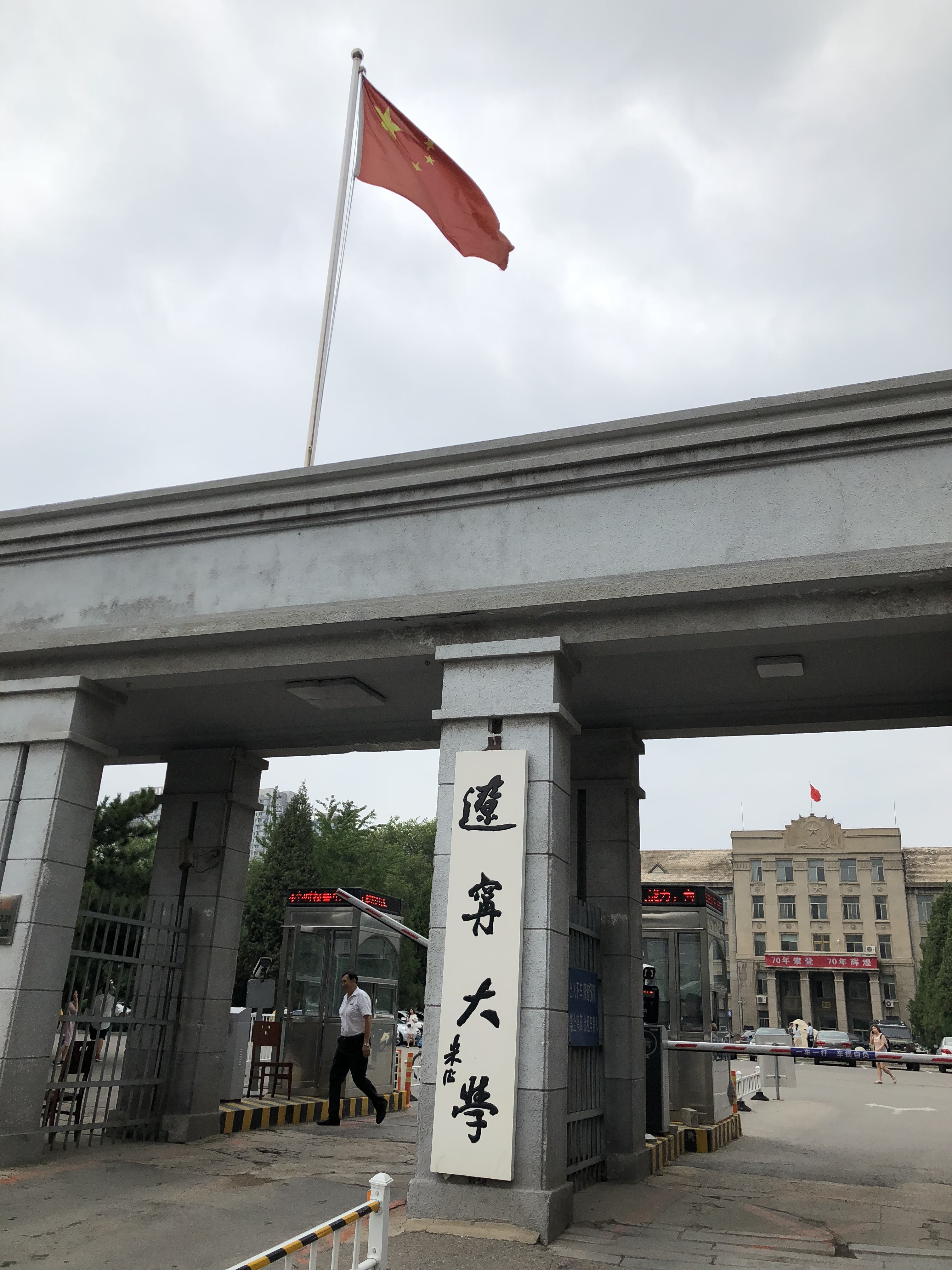
Главный вход в кампус Чуншань, на дальнем плане — корпус администрации учебного заведения (кит. 校部办公楼)
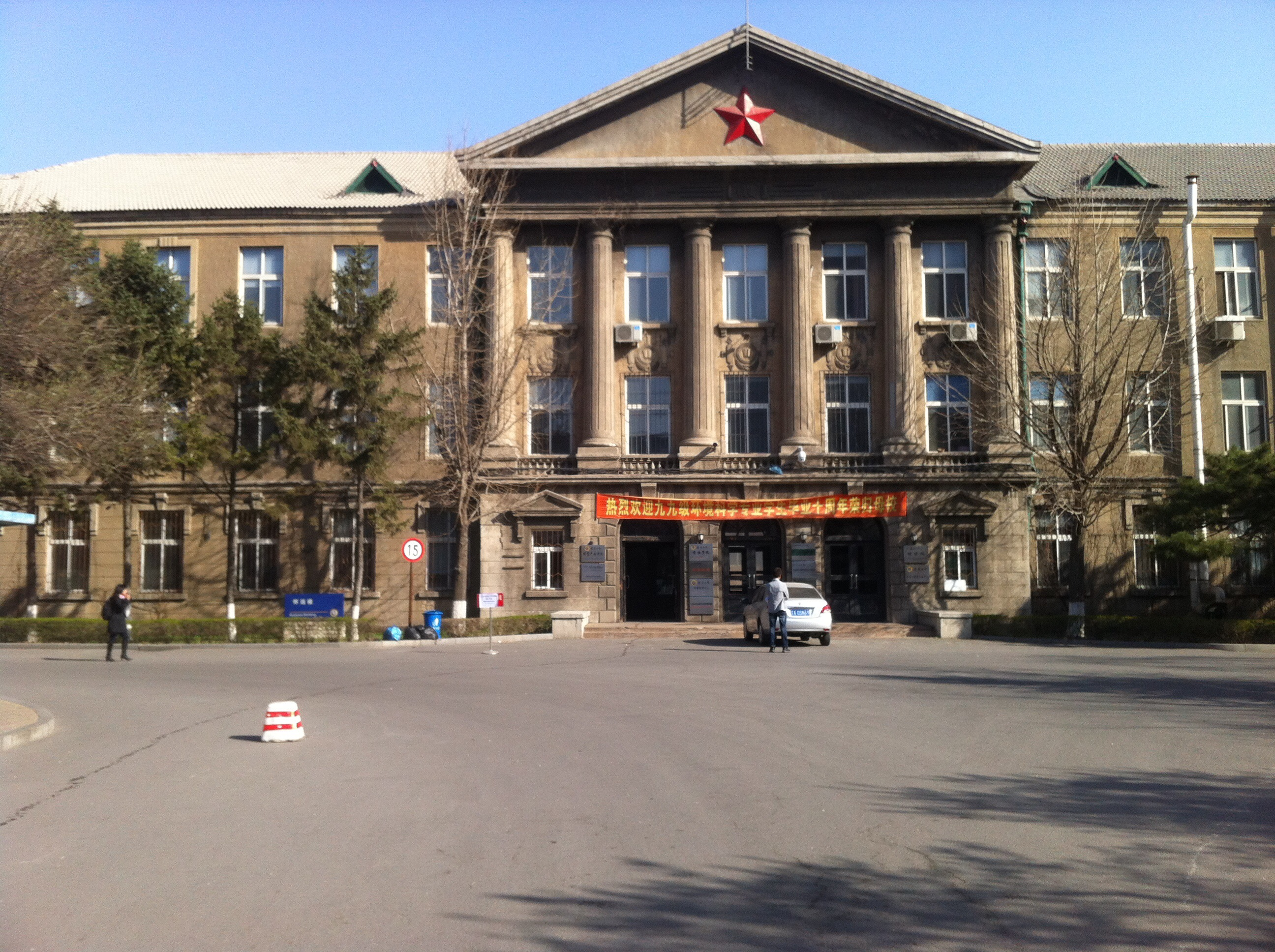
Корпус Хуайюань (кит. 怀远楼) кампуса Чуншань
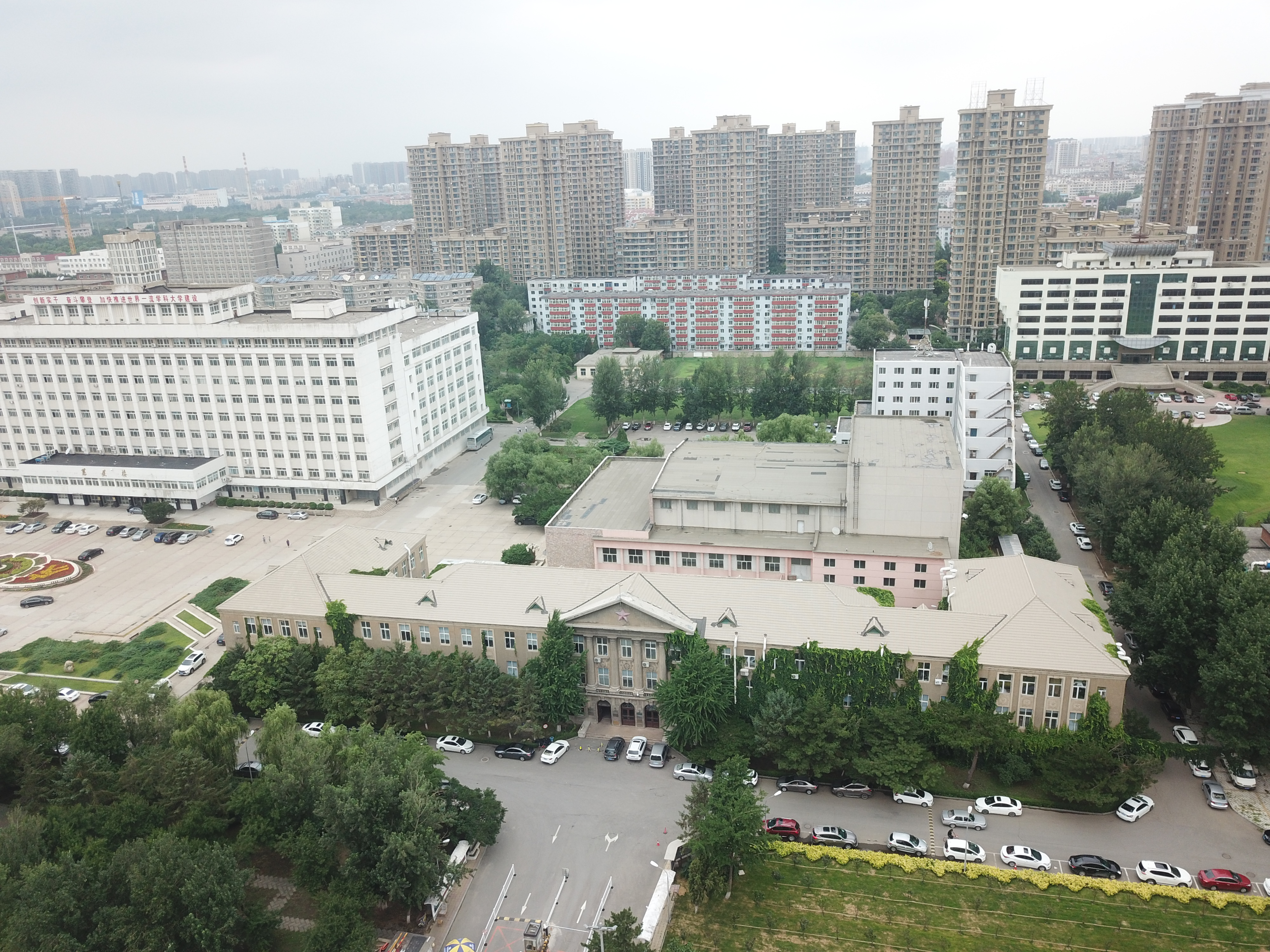
Вид сверху на корпус Хуайюань (кит. 怀远楼) кампуса Чуншань
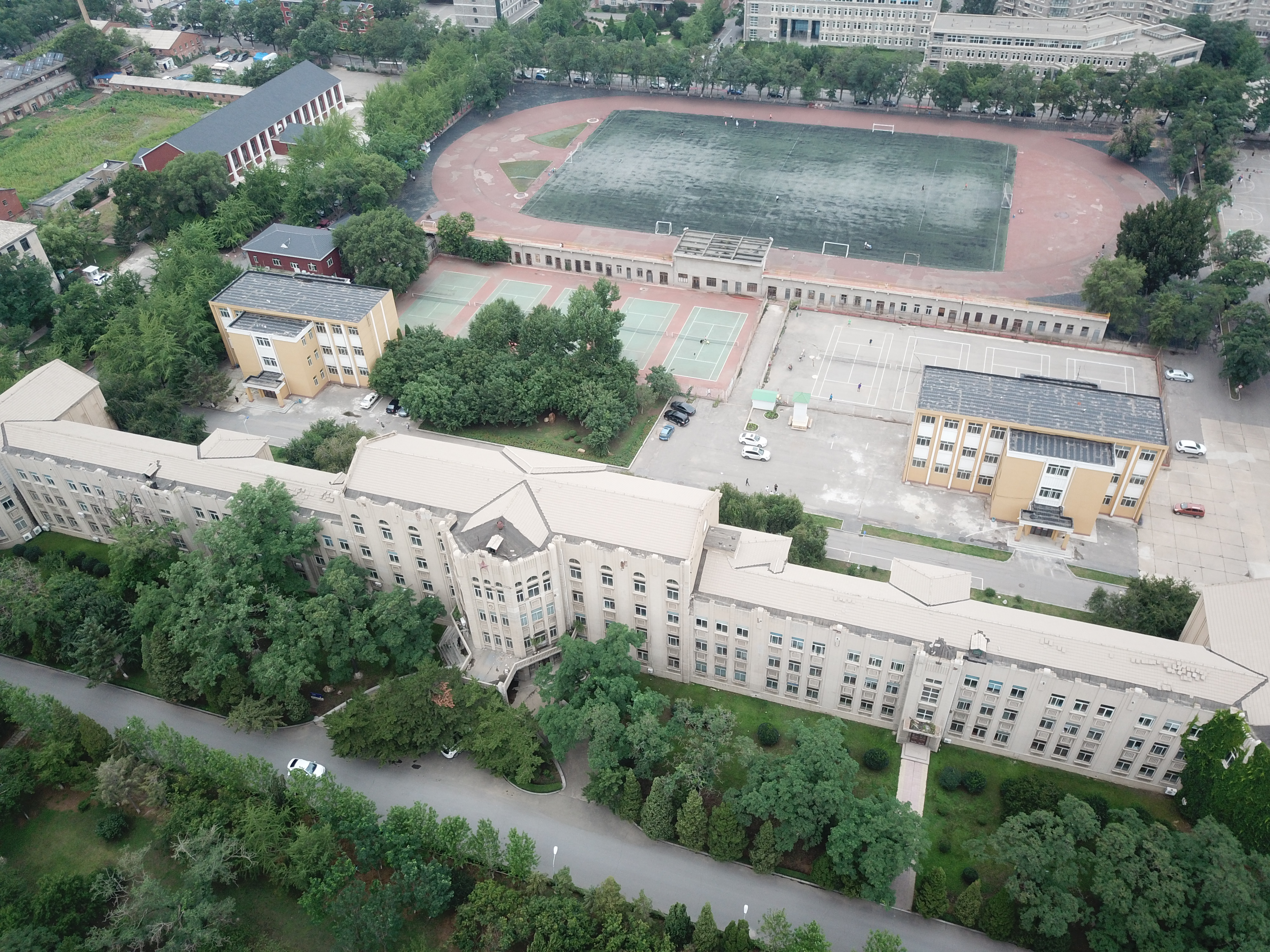
Вид сверху на корпус философии (кит. 哲理楼), теннисные корты и футбольное поле кампуса Чуншань
Кампус Пухэ (макет)